# جلال‌الدین دوانی

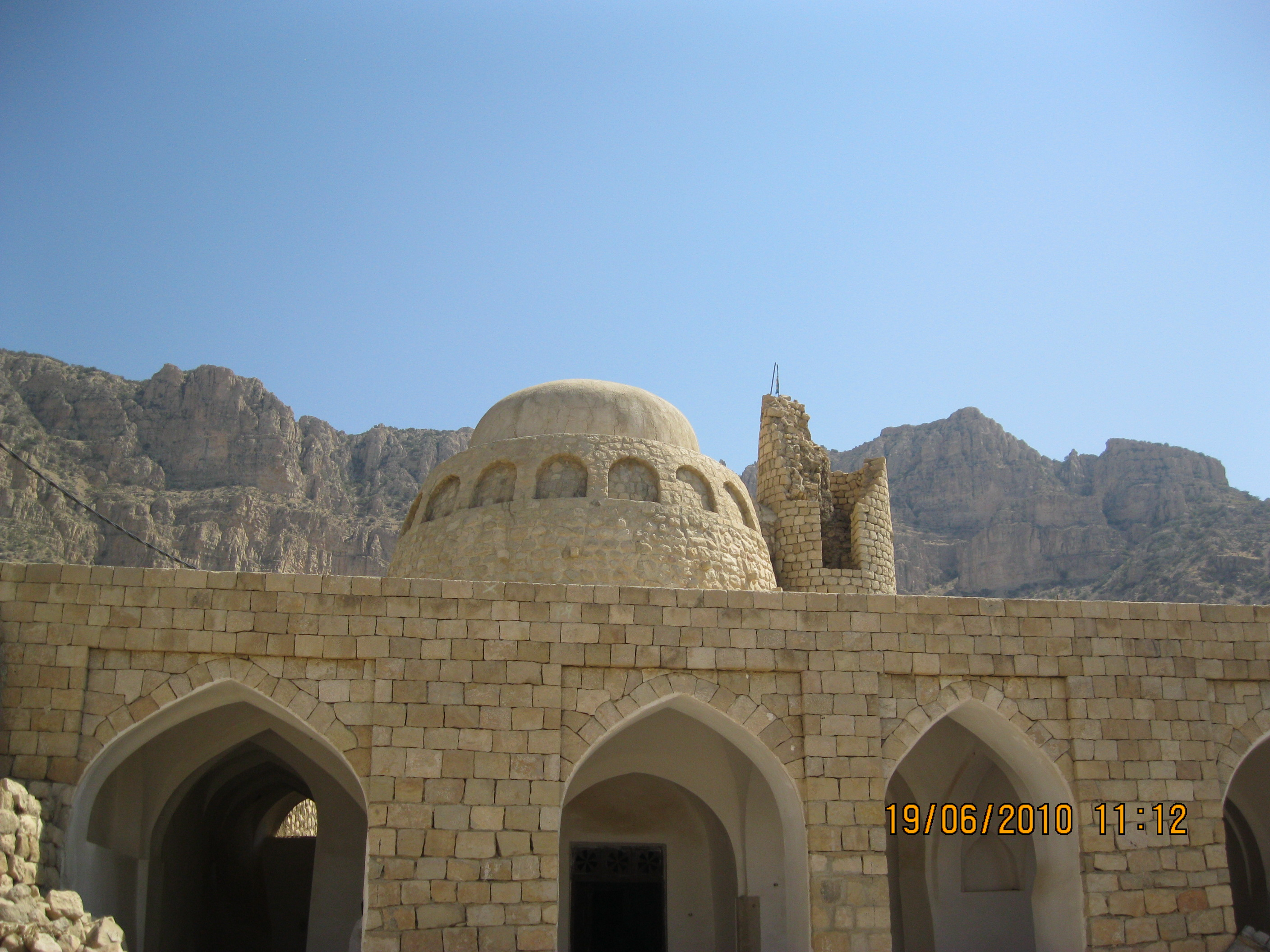
آرامگاه علامه دوانی در دوان

علامه جلال‌الدین محمد دوانی مشهور به محقق (۸۳۰ در دوان کازرون – ۹۰۸ هجری قمری)، عارف، حکیم، متکلم و دانشمند بزرگ سدهٔ نهم (برابر قرن پانزدهم میلادی) ایرانی است. بعد از آنکه علوم مقدماتی را در دوان نزد پدرش سعدالدین اسعد دوانی فراگرفت، برای تکمیل تحصیلات، دوان را به قصد شیراز ترک کرد.
وی در آنجا نزد اساتیدی همچون سیدصفی‌الدین عبدالرحمن حسینی ایجی علوم حدیث، مظهرالدین محمد کازرونی، علوم معقول و ابوطاهر مجدالدین محمد فیروزآبادی و ابن‌جزری تفسیر را فراگرفت و شهرت فراوانی در فارس به‌دست‌آورد؛ به‌طوری‌که از همه جای دنیا، از روم و آذربایجان و بغداد و هرمز و کرمان و طبرستان و خراسان، دانش‌پژوهان رهسپار شیراز می‌شدند و از محضر درس او استفاده می‌کردند. دوانی، دوباره در زمان سلطنت پادشاهان آق قوینلو بر فارس، به فارس برگشت و مقام قضا را در منطقه با اختیارات تام برعهده گرفت.

## زندگی‌نامه
پدرش سعدالدین اسعد، از شاگردان محقق مشهور «میر سید شریف جرجانی» بود و در دوان به تدریس علوم دینی و قضایای شرعیه اشتغال داشت.
علامه در زمان صفویان به مذهب شیعه پیوست. در کوه‌های سربه فلک کشیده شمال دوان، غاری موجود است بنام غار «مُل جلال» (ملاجلال) که وی در این غار مطالعه، خلوت و عبادت می‌کرده‌است. آرامگاه وی نیز در دوان قرار دارد که با عنوان شیخ عالی مشهور است.
علوم مقدماتی را نزد پدرش در زادگاهش آموخت و سپس برای تکمیل علوم به دارالعلم شیراز آمد و در رشته‌های مختلف فلسفه، ریاضی، کلام و منطق از محضر حکما و دانشمندان استفاده نمود و حکمت و فقه و اصول و تفسیر و حدیث و ادبیات عرب و عجم را یادگرفت و بعد به تدریس مشغول شد.
جلال‌الدین در فقه پیرو مذهب شافعی و از نظر اصول عقاید، اشعری بوده‌است، چنانکه کلیه آثار کلامی او خصوصا شرح عقاید عضیده نشان می‌دهد. اما محققان شیعی معاصر ادعا می‌کنند که کم‌کم به مذهب شیعه اثنی عشری گروید و کتاب نور الهدایه را دلیلی بر این مدعا ذکر می‌کنند. در حالی که نه سیاق این کتاب شباهتی به آثار دوانی دارد نه از لحاظ نسخه شناسی می‌توان به او نسبت داد. بلکه این کتاب پس از علامه دوانی نوشته شده است.
همانگونه که خواجه نصیرالدین طوسی علوم عقلی و فلسفی را در دوره مغول احیا نمود، دوانی نیز آنرا در دوره تیموری زنده کرد. دوانی با شرح خود بر هیاکل النور سهروردی، رونقی دوباره به حکمت اشراق بخشید.
ملاصدرا در آثار خود -از جمله اسفار- بارها از او با تجلیل یاد نموده‌است. وی در روز سه‌شنبه نهم ربیع‌الاول ۹۰۸ قمری در دوان درگذشت و همان‌جا مدفون گشت.
از جمله شاگردان او می‌توان از حسین بن معین‌الدین میبدی یزدی، فاضل باغنوی، محقق خفری، کمال الدین لاری و جمال الدین محمود شیرازی (نیریزی) نام برد.

## گرایشهای عرفانی
رباعیات به‌دست رسیده از دوانی، و همینطور ارادتی که در آثار خود نسبت به افرادی همچون محیی‌الدین بن عربی و روزبهان بقلیابراز داشته است، نشانه گرایشهای پررنگ وی به عرفان است.

## رباعیات
وی نکات فلسفی، عرفانی و کلامی را در قالب ۵۲ رباعی در کتاب شرح الرباعیات خود آورده‌است. از رباعیات فلسفی عرفانی اوست:
| ای در قدم و حدوث عالم حیران    |  | پیوسته میان این و آن سرگردان             |
| رمزی بشنو به توست قائم دو جهان |  | پیش از تو و بعد از تو نه این هست و نه آن |

| هستی تو به ذات و ما به تو هست نما |  | الّله چه تفاوت ز کجا تا بکجا   |
| هستی تو غنیّ مطلق و خلق گدا        |  | دارند ز تو وجود و از خویش فنا |

| رو رخت طلب به ساقی کوثر کش |  | از کوثر کثرت می وحدت درکش        |
| لا یَظمأ اصلاً ابداً شاربُها   |  | رمزی است از این می ار توانی درکش |

## تالیفات
جلال الدین بیشتر از ۶۰ کتاب در علوم مختلف عقلی و نقلی (تفسیر، فلسفه و کلام، منطق، فقه و اصول و حدیث،
هیئت و هندسه و ریاضی اخلاق و ادبیات فارسی و علوم غریبه) نوشته‌است از جمله آثار او:
- اخلاق جلالی
- کتاب شرح عقاید عضدی را که از آثار مهم اوست.
- کتاب خلق الاعمال در کلام
- رساله زوراء در حکمت
- اثبات واجب قدیم
- خلق افعال
- عرض لشکر
- شرح الرباعیات (رباعیات فلسفی و عرفانی وی توسط مهدی دهباشی شرح، تصحیح و در سال ۱۳۶۸ چاپ گردیده‌است)
- شرح یکی از غزل‌های حافظ
- کتاب نور الهدایه فی اثبات الامامه به فارسی که در اواخر عمر نگاشته‌است و یکی از شواهد تشیع جلال‌الدین است.